# Nụy khấu

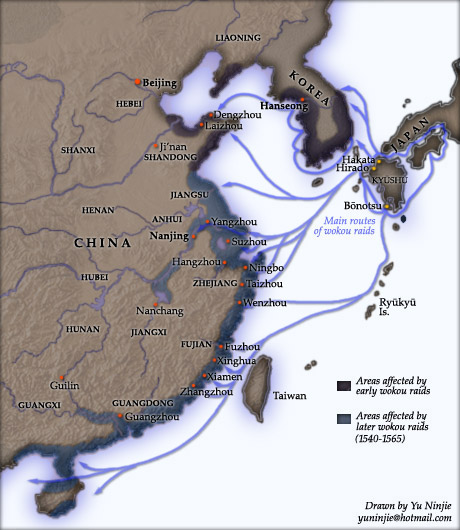
Hải tặc Nhật Bản đánh phá vào thế kỷ 16

Nụy khấu, Uy khấu hay Oa khấu (Chữ Hán phồn thể: 倭寇; tiếng Trung Quốc: wōkòu; tiếng Nhật: わこう wakō; tiếng Triều Tiên: 왜구 waegu), nghĩa đen là "giặc lùn", là những nhóm cướp biển đánh phá cướp bóc vùng bờ biển Trung Quốc và Triều Tiên từ thế kỷ thứ 13 trở đi. Ban đầu, Uy khấu gồm chủ yếu binh lính, ronin, thương nhân và những kẻ buôn lậu từ Nhật Bản; tuy nhiên trong những thế kỷ kế tiếp, phần lớn số cướp biển xuất xứ từ Trung Quốc.
Giai đoạn đầu Uy khấu bắt đầu hoạt động từ thế kỷ 13 và mở rộng tới nửa giữa thế kỷ 14. Cướp biển từ Nhật Bản tập trung đánh cướp bán đảo Triều Tiên, trải rộng từ Hoàng Hải tới Trung Quốc. Nhà Minh thiết lập chính sách ngăn cấm tư thương với Nhật Bản, trong khi vẫn cho phép buôn bán chính thức theo con đường nhà nước, gọi là Hải cấm. Triều đình nhà Minh tin rằng, hạn chế thương mại phi nhà nước sẽ dần đẩy lui nạn Uy khấu. Tuy nhiên chính sách này hóa ra lại buộc nhiều thương gia Trung Hoa lén buôn bán phi pháp với Nhật Bản, để tự bảo vệ quyền lợi của mình. Việc này dẫn đến sự hình thành giai đoạn hai của Uy khấu, khi hải tặc Nhật Bản đồng lõa với hải tặc Trung Hoa và bành trướng lực lượng. Trong thời kỳ này, lực lượng và giới lãnh đạo Uy khấu thay đổi rõ rệt, với thành phần Trung Quốc tăng lên rất nhiều. Tại thời kỳ đỉnh điểm vào thập niên 1550, Uy khấu hoạt động dọc suốt vùng biển Đông Á, thậm chí còn ngược sông lớn lên lục địa như tại sông Dương Tử.
Tên gọi Uy khấu (Wokou) gồm "Uy" wō - (倭) chỉ người Nhật, và "kòu" (khấu - 寇), nghĩa là giặc cướp, thảo khấu. Từ 倭 (có các âm đọc là uy, oa, nụy có nghĩa là "lùn", nhưng cũng là từ mà giới chức Trung Hoa dùng để gọi Nhật Bản cho tới thế kỷ thứ 8 (倭國, Uy quốc/Oa quốc/Nụy quốc) và nguyên ủy của điều đó do người Nhật dùng chữ 倭 để chỉ bộ tộc Yamato theo cách đọc kun'yomi. Từ Uy khấu xuất hiện trong sách vở chính thức lần đầu tiên bắt nguồn từ Triều Tiên trong tấm bia đá Quảng Khai Thổ dựng năm 414.
Thời hiện đại, từ Uy khấu (giặc lùn) được dùng ở Trung Quốc và Triều Tiên như một từ ngữ để miệt thị lực lượng xâm lăng Nhật Bản.

## Thành phần
Theo cuốn Triều Tiên vương triều thực lục, Oa khấu được đặt dưới sự chỉ huy của các lãnh chúa vừa và nhỏ ven biển Nhật Bản gồm nông dân và ngư dân. Số thuyền của Oa khấu vào khoảng 20 đến 400 chiếc. Sự không ổn định của tình hình chính trị Nhật Bản lúc đó (xem Chiến Quốc thời đại) là một trong những nguyên nhân chính dẫn đến sự hình thành của lực lượng này.